# حادث إطلاق النار في مدلاند وأوديسا 2019
في 31 أغسطس 2019، تم إطلاق النار على عدة أشخاص من سيارة للبريد كانت تسير بين مدينتي أوديسا ومدلاند بولاية تكساس. أعلنت شرطة أوديسا عن مقتل خمسة أشخاص وإصابة 21 شخصًا (بينهم ثلاثة من رجال الشرطة)، ووصفت منفذ العملية بأنه رجل أبيض في منتصف الثلاثينيات من عمره، حيث أطلق الضباط عليه النار وقتلوه خارج أحد دور السينما في مدلاند.

## الحادث
بدأ إطلاق النار في الساعة 3:17 مساءً بالتوقيت الصيفي المركزي (CDT). أثناء توقف حركة المرور على الطريق السريع 20، عندما حاول شرطي خيّال من إدارة السلامة العامة في تكساس توقيف سيارة من طراز «هوندا». وقالت الشرطة في مؤتمر صحفي إنه عندما قام الشرطي الخيّال بتوقيف السيارة على جانب الطريق، «تعرض لإطلاق نار من قبل راكب السيارة». وواصلت السيارة التوجه غربا نحو مدينة أوديسا، وقام الرجل الموجود في السيارة بإطلاق النار على أفراد بشكل عشوائي. بعد ذلك تخلى عن سيارة ال«هوندا» في أوديسا، واختطف شاحنة نقل البريد الأمريكي، واستمر في إطلاق النار على الناس قبل أن يتمكّن منه رجال الشرطة، وقتلوه في موقف للسيارات في سينما سينيرجي (Cinergy movie theater).

## الضحايا
أُصيب ثلاثة من رجال الشرطة: شرطي خيّال من ولاية تكساس، وضابط شرطة من مدلاند، وضابط شرطة من أوديسا. أصغر ضحية هو طفل مصاب يبلغ من العمر 17 شهرًا. ذهب 19 شخصًا إلى مستشفيين، عشرة منهم أصيبوا بجروح خطيرة وتوفيت حالة واحدة.

## بعد الحادث
أصدر العديد من السياسيين بيانات حول الحادثة، بما في ذلك رئيس الولايات المتحدة دونالد ترامب، عضو مجلس الشيوخ عن تكساس تيد كروز، ممثل تكساس مايك كوناواي، حاكم تكساس غريغ أبوت، والنائب العام في تكساس كين باكستون.